# Балка Зайцева
Балка Зайцева — балка (річка) в Україні у Покровському районі Дніпропетровської області. Ліва притока річки Гайчул (басейн Дніпра).

## Опис
Довжина балки приблизно 4,45 км, найкоротша відстань між витоком і гирлом — 3,64  км, коефіцієнт звивистості річки — 1,22 . Формується декількома балками та загатами.

## Розташування
Бере початок на північно-східній стороні від села Нове Поле. Тече переважно на північний схід через село Братське і впадає у річку Гайчул, ліву притоку річки Вовчої.

## Цікаві факти
- У XX столітті на балці існували молочно-тваринна ферма (МТФ) та газова свердловина[2].